# Carmine Iacovazzo
Carmine Iacovazzo (Salerno, 16 gennaio 1920 – Salerno, 16 giugno 1998) è stato un calciatore italiano, di ruolo centrocampista. Con le sue 275 presenze (231 in campionato, 11 in Coppa Italia e 33 in altri tornei) detiene il record di presenze totali della Salernitana.
Conosciuto anche come Jacovazzi, era soprannominato 'O Lione per la sua carica agonistica.

## Carriera

### Salernitana
Cresciuto calcisticamente nella Salernitana, esordì in prima squadra giovanissimo nella gara Bagnolese-Salernitana 0-2 disuptatasi l'8-11-1936 valida per il campionato di serie C. Con la squadra campana nella stagione 1937-1938 ottiene la promozione in Serie B, la prima delle tre promozioni conseguite nell'arco della sua carriera. Nel campionato cadetto giocò parecchie gare mettendo a segno anche alcune reti, e al termine della stagione 1939-1940 retrocesse nuovamente in Serie C, categoria nella quale militò fino al 1943.
Dopo la sospensione dei campionati per motivi bellici, nel periodo 1943-1945, Iacovazzo riprese l'attività agonistica, sempre con la Salernitana, partecipando al campionato Centro-Sud che comprendeva squadre miste di Serie A e Serie B. In seguito il giocatore contribuì alla storica promozione, nel campionato 1946-1947, della Salernitana in Serie A.
Nella squadra allenata da Giuseppe Viani disputò 26 gare, e fu la sua unica partecipazione alla massima serie, in quanto la stagione si concluse con la retrocessione in Serie B della squadra con la quale giocò anche nel campionato successivo. Il lungo rapporto con il sodalizio campano si concluse nella stagione 1948-1949, dopo 256 presenze nell'arco di undici anni, per poi spostarsi a Nocera Inferiore.

### Nocerina e Toma Maglie
Con la Nocerina conta 29 presenze ed una rete, nella stagione di Serie C 1949-1950 girone D. A stagione conclusa, la sua carriera proseguì in provincia di Lecce, nel Toma Maglie, nuovamente in Serie C. Con tale casacca disputò 3 stagioni, dal 1950 al 1953 prima di concludere la sua carriera.

## Palmarès

### Club

#### Competizioni nazionali
- Campionato italiano Serie C: 2

Salernitana: 1937-1938, 1942-1943 (girone L)
- Campionato italiano di Serie B: 1

Salernitana:  1946-1947 (girone C)